# Liste von Unternehmen mit Namensherkunftserklärungen
Dies ist eine Liste von Firmen (Namen der Unternehmen) sowie ihrer Herkunft (Etymologie). Häufig sind die Firmen Abkürzungen oder Akronyme der Namen der Gründer, voriger Gesellschaften oder des Unternehmensziels.

## #
- 20th Century Fox – gebildet 1935 durch die Fusion von Twentieth Century Pictures und der Fox Film Corporation von William Fox.
- 3B Scientific – Best Quality, Best Value, Best Service
- 3M – Die Minnesota Mining and Manufacturing Company (etwa „Bergbau- und Fertigungsgesellschaft Minnesota“) begann damit, das Mineral Korund für Sandpapier abzubauen.
- 3S – Steht für Smart Software Solutions. Der Hersteller von CoDeSys, einer Entwicklungsumgebung für SPS nach dem IEC-61131-3-Standard für professionelle Anwendungsentwicklung in der Industrieautomation.
- 7-Eleven – 7-Eleven wurde 1927 als „Tote’m“ gegründet (nach den „tote“ genannten Tragetaschen in Supermärkten, zusammen mit „’m“ für „them“, Englisch für „ihnen“). 1946 wurde Tote’m zu 7-Eleven, um die neuen, verlängerten Einkaufszeiten – 7 Uhr morgens bis 11 Uhr abends, 7 Tage die Woche – widerzuspiegeln.

## A
- A&P – The Great Atlantic and Pacific Tea Company, Supermarkt-Kette in den USA, deren Aktienmehrheit seit 1979 die Unternehmensgruppe Tengelmann hält; im Deutschen auch Attraktiv und Preiswert.
- ABB – Asea Brown Boveri, früher ASEA und BBC
- ABN AMRO – In den 1900ern fusionierten die Nederlandse Handelmaatschappij (Niederländische Handelsgesellschaft; 1824) und die Twentsche Bank zur  Algemene Bank Nederland (Allgemeine Bank der Niederlande). 1966 fusionierten die  Amsterdamsche Bank und die  Rotterdamsche Bank zur Amro Bank. 1991 fusionierten ABN und die Amro Bank zur ABN AMRO.
- ABUS – August Bremicker (Und) Söhne
- Accenture – „Accent on the Future“ (etwa: Hervorhebung der Zukunft). Ein Größer-als-Zeichen als Akzent über dem t des Unternehmenslogos zeigt symbolisch in die Zukunft. Der Name entstand als Vorschlag eines norwegischen Mitarbeiters im Rahmen eines unternehmensweiten Namensfindungsprozesses. Bis zum 1. Januar 2001 hieß das Unternehmen Andersen Consulting.
- Adecco – Entstand aus der Fusion der Schweizer Personalagentur Adia mit der französischen Personalagentur Ecco.
- Adesso  – Italienisch: der Name bedeute „jetzt“ oder auch „sofort“.
- Adidas – vom Namen des Gründers Adolf Dassler (Adi Dassler)
- Adobe – Kommt vom Namen des Flusses Adobe Creek, der hinter dem Haus der Begründer John Warnock und Chuck Geschke fließt.
- AEG – Allgemeine Elektrizitäts-Gesellschaft
- AGA – Aktiebolaget Gasacculumator
- Agfa – Agfa stand ursprünglich für „Aktien-Gesellschaft für Anilinfabrikation“. Anilin wird zur Synthese von Farben verwendet.
- Agip – Azienda Generale Italiana Petroli (italienisch: Allgemeine Italienische Erdölgesellschaft).
- Ahold – Ahold (1973 gegründet) steht für Albert Heijn Holding (Eine Holding ist eine Gesellschaft ohne eigenen Produktionsbetrieb). Die Holding wurde um die Albert Heijn Supermärkte (1887 gegründet) errichtet. 1987 wurde Ahold zu Royal Ahold.
- Akamai – Hawaiisch für „klug, intelligent und cool“.
- AKZO – Unternehmenszusammenschluss 1969 von Algemene Kunstzijde Unie (AKU) und Koninklijke Zout Organon (KZO)
- Alcatel – Société Alsacienne de Constructions Atomiques, de Télécommunications et d’Electronique (französisch: Elsässische Entwicklungsgesellschaft der Atom-, Telekommunikations- und Elektrotechnik).
- ALDI – Albrecht-Discount (Unternehmensgründer Karl und Theo Albrecht)
- Alete – lateinisch alete „Ernährt Euch!“ (Imperativ Plural des Verbs „alere“ = sich ernähren, nahrhaft sein)
- Alfa Romeo – Anonima Lombarda Fabbrica Automobili (italienisch: Lombardische Autofabrik), ergänzt um den Namen des Gründers Nicola Romeo.
- Alno – Vom Namen des Gründers Albert Nothdurft.
- AltaVista – Spanisch für „hochgelegener Ausblick“.
- Alza – Vom Namen des Begründers Alejandro Zaffaroni.
- Amazon.com – Begründer Jeff Bezos benannte das Unternehmen nach dem voluminösesten Fluss, dem Amazonas (vorher hieß das Unternehmen Cadabra.com). Er sah die Möglichkeiten von größeren Verkaufsvolumen, die ein Online-Buchgeschäft gegenüber den zu der Zeit stark verbreiteten Bücherläden bietet. (Alternative: Es wird gesagt, dass Jeff Bezos sein Buchgeschäft Amazon einfach aufgrund der Popularität von Yahoo so benannte; Yahoo listete die Einträge nach dem Alphabet sortiert, und so würde Amazon immer über seinen Wettbewerbern in den relevanten Kategorien stehen, in denen es gelistet wurde.)
- AMD – Advanced Micro Devices
- AMG – Hans-Werner Aufrecht und Erhard Melcher in Großaspach
- AMOCO – American Oil Company – heute Teil von BP
- Amstrad – „Amstrad Consumer Electronics plc“ wurde von Alan Michael Sugar in Großbritannien gegründet. Der Name ist ein Zusammenzug von Alan Michael Sugar Trading (Handel).
- AOK — Die Allgemeine Ortskrankenkasse besteht aus 11 selbstständigen Krankenkassen und wurde von Otto v. Bismark 1884 gegründet.
- Apache – Erstens: Der Name wurde aus Respekt vor den Ureinwohnern Nordamerikas, dem Stamm der Apachen gewählt, die dafür bekannt waren, höchste Fähigkeiten in der Kriegführung und unerschöpfliche Ausdauer zu besitzen. Zweitens: Weitläufiger (obwohl fälschlicherweise) akzeptiert, ist, dass der Name einem englischen Wortspiel entstammt: Die Gründer fingen damit an, Quellcode-Patches für NCSAs httpd-Server zu schreiben. Das Ergebnis war „a patchy“ server (frei übersetzt: Ein geflickter Server, ein Flickenteppich-Server). Daher der Name Apache.
- Apple – (Englisch für Apfel) Aufgrund der Lieblingsfrucht des Unternehmens-Mitgründers Steve Jobs und/oder wegen der Zeit, die er in einem Obstgarten arbeitete. Er war bereits drei Monate im Rückstand mit der Benennung seines Unternehmens und drohte, sein Unternehmen „Apple Computer“ zu nennen, wenn seine Kollegen bis 17:00 Uhr keinen besseren Namen nennen würden. Apples Macintosh ist nach einer beliebten Apfelsorte in den USA benannt.
- ARAG – Auto-Rechtsschutz-AG.
- Aral – Aromaten und Aliphaten, zwei wesentliche Bestandteile des Otto-Kraftstoffs.
- Arby’s – Amerikanische Aussprache der Abkürzung ihrer Gründer – der Raffel Brothers. Ihre Partner wollten den Namen „Big Tex“ verwenden, waren aber nicht erfolgreich in der Verhandlung mit einem Akroner Geschäftsmann, der den Namen bereits benutzte. Mit Forrests Worten: „Wir kamen auf Arby’s, was für R.B. steht, die Initialen der Raffel Brothers, obwohl die Kunden wahrscheinlich denken könnten, dass die Initialen für Rinderbraten (roast beef) stehen.“
- ARC – Austrian Research Centers, früher Forschungszentrum Seibersdorf
- Arcor – Der Name sollte aus dem Feld der Telekommunikationsanbieter herausstechen. Nach der Entwicklung und Prüfung von ca. 10.000 internationalen Namenskreationen fiel die Wahl auf den von Nomen International kreierten Namen Arcor. Als Begründung wurde angegeben, „Arcor“ sei kurz und prägnant und strahle Dynamik und Kompetenz aus. Die Semantik des Namens spiele mit dem „goldenen Bogen“ (frz. „l’arc d’or“), dem Brückenschlag zum Kunden.
- ARD – Arbeitsgemeinschaft der öffentlich-rechtlichen Rundfunkanstalten der Bundesrepublik Deutschland. In der DDR wurde daraus wegen begrenzter Reichweite: Außer Raum Dresden.
- ARM – Benannt nach dem Mikroprozessor, der von dem kleinen, britischen Unternehmen Acorn als Nachfolger des 6502 aus dessen BBC-Mikrocomputer entwickelt wurde. ARM stand ursprünglich für Acorn Risc Machine (RISC ist eine Abkürzung aus dem IT-Bereich, die eine Bauart von Prozessoren bezeichnet). Als das Unternehmen Unterstützung von Apple und VTI erhielt, wurde der Name zu Advanced Risc Machines geändert.
- ASICS – ASICS ist eine Abkürzung für „Anima Sana In Corpore Sano“, was aus dem lateinischen übersetzt so viel bedeutet wie „Ein gesunder Geist in einem gesunden Körper“.
- Ask Jeeves – Internet-Suchmaschine, die nach dem Gentleman Reginald Jeeves in einer Bücherserie von P. G. Wodehouse benannt ist.
- Aston Martin – Von den Aston-Hill-Rennen (nahe Aston Clinton) aus der Gegend, in der das Unternehmen gegründet wurde, und dem Nachnamen von Lionel Martin, dem Unternehmensgründer.
- ASV – Axel Springer Verlag, seit 2003 nur noch „Axel Springer“.
- AT&T – Die „American Telephone and Telegraph Corporation“ wechselte ihren Namen in den 1990ern offiziell zu „AT&T“.
- Atari – Vom Brettspiel Go stammend ist „atari“ das japanische Wort für die Situation, in der die Steine des Gegners in der Gefahr sind, genommen zu werden.
- Athesia – Vom lateinischen Namen der Etsch (Athesis)
- ATI – Ursprünglich Array Technology Incorporated, später ATI Technologies Incorporated (rekursives Akronym). ATI wurde 2006 von AMD aufgekauft, bleibt als Markenname jedoch erhalten.
- ATS – Auto Technisches Spezialzubehör; Produziert leichte Aluräder und Motorteile mit einem eigenen Formel-1-Team in den späteren 1970ern und frühen 1980ern.
- AUA – heute „Austrian“, früher Austrian Airlines
- Audi – Keine Abkürzung, sondern die lateinische Übersetzung des Nachnamens des Unternehmensgründers August Horch. Der Gründer verließ sein Unternehmen „Horch“ nach fünf Jahren, wollte aber weiterhin Autos bauen. Da aber das frühere Unternehmen weiterhin existierte, nannte er das neue Unternehmen Audi nach der lateinischen Übersetzung (Horch = Imperativ Singular für „Hören“).
- Avanade – Ableitung der Wörter, die kollektiv die zukunftsorientierte und Initiative ergreifende Methode beschreiben, mit der das Unternehmen Kundenziele vorantreibt: avan-, advance (voranschreiten), advantage (Vorteil), avenue (Möglichkeit) + -ade, action (Aktion), act (Handeln). Joint Venture von Accenture und Microsoft.

## B
- Bang & Olufsen – Vom Namen ihrer Gründer, Bang und Olufsen aus Dänemark.
- B&Q – Von den Initialen ihrer Gründer, Block und Quayle.
- B&U (auch BUNDU) – Nach den Ausgangsfirmen Brevillier ... und Urban ... .
- B&W – Von den Initialen ihrer Gründer, Bowers und Wilkins.
- Bally – Ursprünglich „Lion Manufacturing“, änderte ihren Namen zu Bally nach dem Erfolg ihres ersten populären Flipperautomaten Ballyhoo.
- BASF – früher Badische Anilin und Soda Fabrik (Anilin wird zur Synthese von Farben verwendet, Soda wird zur Glasverarbeitung gebraucht). Soda und Anilin waren die ersten Produkte des Unternehmens.
- Bayer – nach dem Gründer Friedrich Bayer, der seinen Namen aus Marketinggründen von Beyer geändert hatte (bis 1972 Farbenfabriken Bayer AG)
- BayWa – Bayrische Warenvermittlungs AG. 1923 trennte die Bayrische Zentral-Darlehenskasse ihr Warengeschäft vom Finanzgeschäft ab.
- BBDO – Nach den Anfangsbuchstaben der Unternehmensgründer Batton, Barton, Durstine, Osborne benanntes internationales (Werbe-)Agentur-Netzwerk.
- BEA Systems – Von den ersten Initialen der drei Unternehmensgründer: Bill Coleman, Ed Scott and Alfred Chuang.
- BenQ – „Bringing Enjoyment and Quality to life“ (etwa: Bringt Freude und Qualität ins Leben).
- bft – Bund freier Tankstellen
- Bibitec – Akronym für Bielefelder Biotechnologie. Die Bibitec Prozessentwicklungs GmbH ist ein in Bielefeld ansässiges Biotechnologieunternehmen.
- BIC – Abkürzung des Familiennamens des Unternehmensgründers Marcel Bich
- BILLA – Billiger Laden, gegründet von Karl Wlaschek (Größte österreichische Supermarktkette)
- Bimota – Von den ersten Silben der Familiennamen der Gründer Bianchi, Morri und Tamburini abgeleitet.
- BIPA – Billige Parfümerie, gegründet von Karl Wlaschek (österreichische Drogeriemarktkette)
- Bizerba – Familienname des Unternehmensgründers Bizer, Unternehmenssitz Balingen
- Blackstone – Der Unternehmensgründer Stephen Schwarzman stand Pate für Black, und der Mitbegründer Peter Peterson, dessen Namen auf Griechisch Stein bedeutet, steuerte stone bei.
- BMW – Bayerische Motorenwerke
- BOB – Bodensee-Oberschwaben-Bahn, Bayerische Oberlandbahn und Berner Oberland-Bahn
- BP – früher: The British Petroleum Company, auch umgedeutet zu beyond petroleum
- BRAX – Markenname der Leineweber GmbH & Co. KG, im Jahr 1950 abgeleitet vom lateinischen Begriff „bracae“ für Hose und von der englischen Firma „Daks“, für die das Unternehmen in Lizenz produzierte.
- Bridgestone – benannt nach dem Gründer Shojiro Ishibashi. Der Nachname Ishibashi (石橋) bedeutet „Steinbrücke“ beziehungsweise „Brücke aus Stein“ (Englisch: „stone bridge“ oder „bridge of stone“)
- BSF – Bremer Silberwaren Fabrik
- Bull – Die in Paris gegründete Compagnie des machines Bull nutzte die Patente für Lochkartenmaschinen, gesichert vom Norwegischen Ingenieur Frederik Rosing Bull.

## C
- C&A – Initialen der Brüder Clemens & August Brenninkmeijer, die das Textilunternehmen 1841 in den Niederlanden gründeten.
- CA – Computer Associates
- Canon – Von Kannon, dem japanischen Namen des buddhistischen Bodhisattva der Gnade. Der Name wurde zu Canon geändert, um zu vermeiden, dass religiöse Gruppen beleidigt würden.
- Casala – ehem. Schulmöbelfabrik aus Lauenau (Carl Sasse Lauenau, benannt nach Gründer und Ort).
- Casio – Vom Namen ihres Gründers Kashio Tadao, der das Unternehmen Kashio Seisakuja als Subunternehmer-Fabrik eingerichtet hatte.
- Castrol – Abgeleitet von Castor Oil, dem Öl der Rizinuspflanze (engl. castor bean), das vom Unternehmensgründer als Additiv beigemischt wurde.
- CEWE – Der Name des Fotodienstleisters „CEWE“ leitet sich von Carl Wöltje, dem Schwiegervater des Firmenübernehmers Heinz Neumüller, ab.
- Ciba-Geigy – Ciba heißt Chemische Industrie Basel, fusioniert mit einem Unternehmen, das nach seinem Gründer Johann Rudolf Geigy-Merian benannt war. Wurde später nach einer Fusion mit Sandoz umbenannt zu Novartis.
- Cintis – Kurz für Consulting, Information, Networking, Technologie, Integrierung und Software von CINTIS International Limited
- Cisco – Kurz für San Francisco. Möglich ist aber auch, dass es „CIS-co“ war – Computer Information Services war die Abteilung der Stanford University, in der die Gründer arbeiteten.
- Coca-Cola – Coca-Cola kommt vom Namen der Coca-Blätter und den Kola-Früchten, die für den Geschmack verarbeitet wurden. Coca-Cola-Erfinder John Pemberton änderte das „K“ von Kola zu „C“, damit der Name besser aussah.
- Coleco – Fing als Connecticut Leather Company an (etwa: Connecticut Leder-Unternehmen).
- Colgate-Palmolive – Entstand aus der Fusion der Seifenhersteller Colgate & Company und Palmolive-Peet. Peet wurde 1953 gestrichen. Colgate wurde nach William Colgate benannt, einem englischen Immigranten, der 1806 ein Stärke-, Seife- und Kerzen-Unternehmen in New York City errichtete. Palmolive wurde nach den zwei Ölen benannt, die in seiner Produktion verwendet wurden.
- COLT – Von City of London Telecom.
- Compaq – Von „Comp“ für Computer und „pack“ für ein kleines Objekt. Eine andere Erklärung ist Compatibility and Quality (Kompatibilität und Qualität).
- Corel – Vom Namen des Gründers Dr. Michael Cowpland. Corel steht hier für Cowpland Research Laboratory (Cowpland Forschungslabor).
- Cray Research – Benannt nach dem Begründer Seymour Roger Cray, der 1997 durch einen Autounfall ums Leben kam.
- CVS – Abkürzung für Consumer Value Stores (etwa: Konsumartikelläden).

## D
- DADC – Digital Audio Disc Corporation, gehört zum Medienkonzern Sony und ist spezialisiert auf die Herstellung von Tonträgern.
- Daewoo – Der Unternehmensgründer Kim Woo Chong nannte das Unternehmen so, weil Daewoo auf Koreanisch „Großes Universum“ bedeutet.
- DAF – Doorne’s Automobiel Fabriken (gegr. von Hub van Doorne)
- Daimler AG – Nach der Trennung von Chrysler ist dies nun der neue Unternehmensname. Umgangssprachlich wird in Württemberg schon immer nur „Daimler“ gesagt. In Baden heißt die Daimler AG volkstümlich auch heute noch „Benz“. Daimler-Benz wiederum setzt sich zusammen aus den Namen der Gründer der Vorgängergesellschaften Daimler-Motoren-Gesellschaft und Benz & Cie.
- DB – Deutsche Bahn AG (seit 1991, vorher Deutsche Bundesbahn)
- DDB – Nach den Anfangsbuchstaben der Unternehmensgründer Doyle, Dane, Bernbach benanntes internationales (Werbe-)Agentur-Netzwerk.
- DEA – Deutsche Erdöl-AG, 2002 von Shell übernommen.
- debis – Daimler-Benz InterServices AG
- Debian – Der Projektgründer Ian Murdock benannte es nach sich selbst und seiner Freundin Debra.
- DEC – Digital Equipment Corporation, Computerhersteller
- Dell – Benannt nach dem Gründer Michael Dell. Das Unternehmen änderte seinen Namen 2003 zu Dell Computer.
- Delta Air Lines – Die in Atlanta, GA ansässige Fluggesellschaft wurde nach ihrem ersten vorrangigem Zielgebiet, dem Mississippi-Delta, benannt.
- Demag – Deutsche Maschinenbau-Aktiengesellschaft
- Degesch – Deutsche Gesellschaft für Schädlingsbekämpfung mbH, bekannt als Inhaberin des Patents des Giftstoffes Zyklon B
- Degussa – Deutsche Gold- und Silber-Scheideanstalt
- Detecon – Deutsche Telepost Consulting[1]
- DEUTA – Deutsche Tachometerwerke (1905–), Automobil-Sparte heute in VDO Automotive, Bahn-Sparte heute DEUTA-Werke GmbH
- DHL – Das Unternehmen wurde von Adrian Dalsey, Larry Hillblom und Robert Lynn gegründet, deren letzte Initialen den Namen ausmachen.
- Diamond-Reo – Dieser LKW-Hersteller entstand 1967 aus der Fusion von REO mit Diamond T.
- Diamond T – Der Gründer des ehemaligen Herstellers von PKW (1905–1911) und LKW (bis 1967), Charles Arthur Tilt, stellte seiner Initiale das „Diamond“ (Diamant) voran als Hinweis auf die Hochwertigkeit seiner Produkte
- DKW – Dampfkraftwagen, später auch Des Knaben Wunsch und Das kleine Wunder (oder Deutscher Kinder-Wagen)
- Dow Chemical Company – Benannt nach dem Gründer Herbert Henry Dow.
- DUAL – Einst Hersteller hochwertiger Plattenspieler. Der Name geht auf den dualen Antrieb (Feder und Elektromotor) der damals gebauten Plattenspieler zurück.
- Dugena – Deutsche Uhrmacher-Genossenschaft Alpina, deutsche Uhrenmarke
- Dureco – Dutch Record Company, niederländisches Plattenlabel
- DSW – Deutscher Schutz- und Wachdienst
- DWS – Deutsche Gesellschaft für Wertpapiersparen mbH

## E
- EADS – European Aeronautic Defence and Space Company
- Ebay – Pierre Omidyar, der die Handelsplattform gründete, hatte einen Internet-Consulting-Konzern namens „Echo Bay Technology Group“ auf die Beine gestellt. „Echo Bay“ bezog sich nicht auf die Stadt in Nevada in der Naturlandschaft am Lake Mead (dem Stausee des Hoover-Damms) oder auf irgendeinen anderen real existierenden Ort. „Es klang einfach gut“ wird von Omidyar berichtet. Als er versuchte, EchoBay.com zu registrieren, fand er heraus, dass der Goldminenbetreiber Echo Bay Minengesellschaft die Domain bereits gesichert hatte. Daher registrierte Omidyar den Namen, den er für den Zweitbesten hielt: eBay.com.
- EDEKA – 1911 wurde aus der Abkürzung EdK, Einkaufsgenossenschaft der Kolonialwarenhändler, der bis heute gültige Unternehmens- und Markenname EDEKA gebildet.
- Eduscho – nach dem Gründer Eduard Schopf
- EHI – Euro Handels Institut
- ELF – französisch: Essences et Lubrifiants Français (oder „de France“; französische Treibstoffe und Schmiermittel)
- ELNA (und: elna) – Elektrische Nähmaschine
- EMC² Corporation – Das Unternehmen wurde von Richard Egan und Roger Marino gegründet. Es gab lange das Gerücht, dass es ursprünglich einen weiteren Partner C gab, der für den dritten Buchstaben verantwortlich war. Aus anderen Berichten geht hervor, dass das C nur für Company (englisch: Unternehmen) steht, also: E + M + Company = EMC. Da das Unternehmen im Technologiesektor arbeiten würde, übernahm es die EMC² Schreibweise von der berühmten Einstein-Gleichung E=mc².
- EMI – Electric & Musical Industries Ltd., Medienkonzern und Plattenlabel
- EnBW – Energie Baden-Württemberg
- Epcos – Electronic Parts and Components
- Epson – Epson Seiko Corporation, der japanische Drucker- und Peripheriehersteller, wurde nach „Son of Electronic Printer“ (= Sohn des elektrischen Druckers) benannt.
- Erdal – Nach dem Unternehmenssitz in der Erthalstraße in Mainz (in der Aussprache der Mainzer Mundart)
- ESA – European Space Agency
- Escom – Erich Schmitt Computergesellschaft mbH
- Esso – Von den Initialen S.O. (Standard Oil of New Jersey), die ausgesprochen „Esso“ ergeben (heute ExxonMobil).
- Evonik – vormals RAG (Ruhrkohle AG), da Rag im amerikanischen Sprachgebrauch für Blödsinn steht, war ein neuer Name zum internationalen Börsengang dringend nötig. Evonik ist abgeleitet aus dem lateinischen „evolvere“ = sich entwickeln… wollen
- Exxon – Ein Name, der in den frühen 1970ern von Esso erfunden wurde, um ein neutrales aber eindeutiges Markenzeichen für das Unternehmen zu haben. Nur Tage nach der Ankündigung des Namens wurde Exxon das „Doppelkreuzunternehmen“ genannt, was aber später nachließ.

## F
- FAG – Fischer AG
- Faun – Abkürzung von Fahrzeugfabriken Ansbach Und Nürnberg
- Facel – Abkürzung von Forges et Ateliers de Constructions d’Eure-et-Loir, war ein französisches Unternehmen, welches Metallobjekte (Haushalt, Luftfahrt, Facel Métallon Karosserien, Facel Vega Automobile) fertigte
- FCB – Nach den Anfangsbuchstaben der Unternehmensgründer Foote, Cone, Belding benanntes internationales (Werbe-)Agentur-Netzwerk.
- FedEx — Federal Express ist einer der größten US-Paketzusteller weltweit.
- Fegime – Abkürzung von „Fédération Européenne des Grossistes Indépendants en Matériel Electrique“ (Europäischer Bund der unabhängigen Elektrogroßhändler).
- Fiat – Abkürzung von Fabbrica Italiana Automobili Torino (italienisch: Italienische Autofabrik Turin)
- Fibro – Ursprünglich Abkürzung von Fischer und Brodbeck
- Firestone Tire & Rubber Company – Benannt nach ihrem Gründer Harvey Firestone.
- Ford Motor Company – Benannt nach ihrem Gründer Henry Ford, der 1913 die Automobilmassenproduktion erdachte.
- Fraport – Frankfurt Airport Services Worldwide
- Fuji – vom höchsten japanischen Berg Fujisan.

## G
- Galantos – Galantos leitet sich ab von galanthus nivalis, dem Schneeglöckchen. Der darin enthaltene Wirkstoff Galantamin wird als Mittel gegen die Alzheimer-Krankheit genutzt.
- GE – General Electric
- Geha – Abkürzung für Gebrüder-Hartmann-Werke
- GEMA – Gesellschaft für musikalische Aufführungs- und mechanische Vervielfältigungsrechte
- GEZ – Gebühreneinzugszentrale
- GF AG – Abkürzung für Georg Fischer AG. Gegründet von dem renommierten Erfinder und Entwickler Johann Konrad Fischer.
- Glock – Benannt nach ihrem Gründer Gaston Glock.
- GLS – General Logistics Systems
- GM – General Motors
- GNU – GNU’s Not UNIX, eine Open-Source-Implementation von Unix
- GOLA – Anagramm des englischen Wortes „Goal“, 1905 als erster britischer Hersteller von Sportschuhen gegründet.
- Goodyear Tire & Rubber Company – Von den Unternehmensgründern benannt nach Charles Goodyear, dem Erfinder der Vulkanisation, der mit dem Unternehmen selbst aber nichts zu tun hatte.
- Google – Der Name begann als scherzhafte Prahlerei, wie viel Informationen die Suchmaschine bewältigen können würde. Ursprünglich wurde sie Googol genannt, ein Wort für die Zahl 1 gefolgt von 100 Nullen. Nachdem die Gründer, die beiden Stanford-Absolventen Sergey Brin und Larry Page, das Projekt einem Investor präsentierten, bekamen sie einen Scheck ausgestellt für Google Inc.
- Gulfstream Aerospace – Gulfstream Aerospace geht zurück auf die Grumman Aircraft Engineering Corporation. 1985 wurde das Unternehmen verkauft und in Gulfstream Aerospace Corporation nach dem Golfstrom umbenannt, der direkt an der Ostküste der USA verläuft.

## H
- H&M – 1947 richtete ein schwedischer Geschäftsmann namens Erling Persson einen Frauenkleiderladen namens „Hennes“ in Västerås, Schweden ein. „Hennes“ ist schwedisch für „Ihr“. 1968 erwarb Persson die Voraussetzungen für eine Kette, indem er das Lager eines Jagdausrüstungsladens namens „Mauritz“ Widforss aufkaufte. Im Inventar des Ladens fand sich auch eine Ansammlung von Männerkleidung, und Persson war aufgefordert, in die Männerkleidung zu expandieren. So benannte er das Unternehmen „Hennes & Mauritz“, was später zu H&M abgekürzt wurde.
- Haier – chinesisch 海尔; Der Name leitet sich von der zweiten Silbe des (ehemals) deutschen Unternehmens Liebherr ab, da der Ursprung des Unternehmens in einem Joint Venture von Liebherr liegt.
- Hakle – vom Unternehmensgründer Hans Klenk abgeleitet
- Hanomag – Hannoversche Maschinenbau AG
- Hanwag – vom Unternehmensgründer Hans Wagner abgeleitet. Der Bruder Lorenz Wagner gründete LOWA Sportschuhe
- Hapag – Hamburg-Amerikanische Packetfahrt-Actiengesellschaft
- Haribo – vom Namen des Gründers und seiner deutschen Heimatstadt: Hans Riegel Bonn
- Hasbro – gegründet von Henry und Helal Hassenfeld, den Hassenfeld Brothers
- HB (Zigarettenmarke) – leitet sich vom Namen der Zigarettenfabrik Haus Bergmann ab
- HDI – Haftpflichtverband der Deutschen Industrie
- Helago – 1938 vom Namen der Gründer und des deutschen Firmensitzes für das 1932 gegründete Unternehmen abgeleitet: Peter Heinz Erich Laufer Godesberg.
- HELLA – Unternehmensgründer Sally Windmüller wollte seine Frau, die Helene hieß, mit der Kurzform ihres Namens ehren und zudem die klangliche Assoziation zum Wort „heller“ nutzen
- Hertie – Hermann Tietz, Onkel des Gründers Oskar Leonhard Tietz
- HP – setzt sich zusammen aus den ersten Buchstaben der Nachnamen der Gründer William Hewlett und David Packard
- HEW – Hamburgische Electricitäts-Werke AG
- HHLA – Hamburger Hafen und Logistik AG
- Hilcona – Hilti Convenience Nahrungsmittel
- Hitachi – wörtlich „Sonnenaufgang“
- HL – Initialen des Gründers Hugo Leibbrand
- Hoechst – abgeleitet vom Sitz der damaligen Farbwerke vorm. Meister Lucius & Brüning in der Stadt Höchst (heute Frankfurt-Höchst)
- Honda – vom Namen des Gründers Soichiro Honda
- Honeywell – vom Namen Mark Honeywell des Gründers der Honeywell Heating Specialty Co. (etwa „Honeywell Beheizungsspezialist“); später fusionierte sie mit der Minneapolis Heat Regulator Company („Minneapolis Unternehmen für Hitzeregulatoren“) und wurde am Ende 1963 Honeywell Inc. genannt
- Hospira – Der Name, von den Unternehmensmitarbeitern ausgewählt, kommt von den englischen Worten „Hospital“ (Krankenhaus), „Spirit“ (Geist), „Inspire“ (Inspirieren) und dem lateinischen Wort „spero“ (= Hoffnung). Er reflektiert den Marktfokus des Unternehmens als Hersteller von Krankenhausartikeln.
- Hotmail – Gründer Jack Smith hatte die Idee, E-Mails über das Internet von einem Computer überall auf der Welt abfragen zu können. Als Sabeer Bhatia den Unternehmensplan für den Maildienst erstellte, probierte er alle Möglichkeiten von Namen aus, die auf „mail“ endeten, und blieb schließlich bei Hotmail, da es die Buchstaben „HTML“ enthielt – die Dokumentsprache, die für Internetseiten verwendet wird. Ursprünglich wurde es auch HoTMaiL mit der bestimmten Groß-/Kleinschreibung genannt (wenn man auf Hotmails „mail“-Reiter klickt, findet man dort immer noch „HoTMaiL“ in der URL).
- HSBC – The Hongkong and Shanghai Banking Corporation (etwa „Hongkong und Shanghaier Bankgesellschaft“)
- Hyundai – Bedeutung der Wörter „Gegenwart“ oder „Moderne“ auf Koreanisch

## I
- IABG – Industrieanlagen-Betriebsgesellschaft mbH
- IATA – International Airtransport Association
- IBM – Gegründet von einem ehemaligen Mitarbeiter des Unternehmens National Cash Register („Nationale Barkassiermaschinen“). Um dieses in jedem Aspekt zu übertrumpfen, nannte er das Unternehmen „International Business Machines“ („Internationale Geschäfts-/Unternehmensmaschinen“).
- IKEA – Gegründet von Ingvar Kamprad aus Schweden. Der Name IKEA kommt von einer raffinierten Abkürzung der Initialen des Gründers, Ingvar Kamprad, dessen Familienbauernhof Elmtaryd genannt wurde, und sich in der Nähe des Dorfs Agunnaryd befand. Die Abkürzung wird außerdem für einen schwedischen Satz verwendet, der zufällig im Englischen die gleiche Abkürzung hat: Ingvar Kamprad’s Economical Alternative (Ingvar Kamprads ökonomische Alternative).
- IMS Connector Systems – Gegründet von Johann Morat, wurde es später zu Johann Morat und Söhne, wobei das J im Zuge der Globalisierung irgendwann zum I wurde.
- Imhotep Ltd – Benannt nach dem ersten Ingenieur Imhotep (2686–2613 v. Chr., Ägypten). Er baute die Stufenpyramide von Sakkara.
- Infineon Technologies AG – Nach der Trennung der Siemens AG von ihrem Halbleiter-Geschäftszweig (Siemens HL oder Siemens SC/SSC) wurde der Name aus den zwei Wörtern Infinity (Unendlichkeit) und Aeon (Ewigkeit) gebildet.
- INA – Industrie-Nadellager
- Inco – International Nickel Company
- Intel – Bob Noyce und Gordon Moore wollten ihr neues Unternehmen „Moore Noyce“ nennen, aber der Name war bereits von einer Hotelkette geschützt, also mussten sie sich mit der Abkürzung aus Integrated Electronics („Integrierte Elektronik“) zufriedengeben.
- IVECO – Industrial Vehicles Corporation – Gesellschaft für industrielle Fahrzeuge

## J
- JVC – Victor Company of Japan oder Japan Victor Company. Das Victor ist eine Abkürzung des englischen Wortes victory (= Sieg) und stammt vom ehemaligen Mutterunternehmen Victor Talking Machine Company.

## K
- K2 – Nach den Gebrüder Bill und Don Kirschner (K2 = 2 × Kirschner), die Namensgleichheit mit dem zweithöchsten Berg der Welt wird gern zu Werbezwecken genutzt.
- KACO Dichtungswerke – Vom Gründungsnamen „Kupfer-Asbest & Co.“ Weltweit tätiger Hersteller von Dichtungen, Sitz in Heilbronn.
- Kawasaki – Vom Namen des Unternehmensgründers Shōzō Kawasaki.
- KBA – Koenig und Bauer Aktiengesellschaft – Hersteller von Druckmaschinen
- Keli – Der Getränkehändler Walter Kesterzanek aus Linz erfand 1956 die beliebte Limonade. Es ist in Österreich bekannt, dass sich Keli lange Zeit Ke-Li schrieb, Kesterzanek wird neuerdings genannt, als Keli noch Teil von Stock-Weinbrand-Linz war (bis Ende der 1990er) schien jedenfalls ein Graf Keglevich in der Geschäftsführung der Firma Stock auf (Quelle Amtsblatt der Wiener Zeitung von damals)
- KFZ – Kernforschungszentrum Jülich (heute: Forschungszentrum Jülich GmbH)
- KFC – Kurzform von Kentucky Fried Chicken (= Kentucky frittierte Hühnchen). Das Unternehmen kürzte den Namen 1991 ab, um dem ungesunden Eindruck des Wortes „fried“ (= frittiert) zu vermeiden. Neuere Werbespots versuchen den Eindruck zu erwecken, dass die Abkürzung für „Kitchen Fresh Chicken“ (= küchenfrisches Hühnchen) steht.
- KIA – Der Name KIA basiert auf chinesischen Schriftzeichen: ki steht für aufsteigen und a für Asien. Frei übersetzt „Aufstieg aus Asien“
- KiK – Kunde ist König – deutscher Textil-Discounter
- Kinko’s – Vom College-Spitznamen des Gründers Paul Orfalea. Er wurde Kinko genannt, weil er lockiges rotes Haar hatte.
- KKH – Seit 1975 „Kaufmännische Krankenkasse – KKH“, früher „Kaufmännische Krankenkasse Halle“.
- KLM – Koninklijke Luchtvaart Maatschappij (Niederländisch für „Königliche Luftfahrt Gesellschaft“)
- Kodak – Die Kodak-Kamera und der Name wurden vom Unternehmensgründer George Eastman erfunden. Der Buchstabe „K“ war sein Lieblingsbuchstabe, er fand, es sei ein starker, prägnanter Buchstabe. Er probierte verschiedene Kombinationen von Wörtern aus, die mit „K“ begannen oder endeten. Er sah drei Vorteile in diesem Namen: Er hatte Vorzüge als Marke, kann kaum falsch ausgesprochen werden und glich nichts anderem in der Fotografiekunst. Es gibt auch das (falsche) Gerücht, dass der Name aus dem Geräusch des Blendenverschlusses entstanden sei.
- Konica Minolta – Früher war das Unternehmen Konica unter dem Namen Konishiroku Kogaku bekannt. Konishiroku ist die Kurzform von Konishiya Rokubeiten und war der erste Name des Unternehmens von Rokusaburo Sugiura. Die Wurzeln des Unternehmens Konica gehen auf das Jahr 1873 zurück. Die Geschichte des Unternehmens Minolta reicht bis ins Jahr 1928 zurück, als Kazuo Tashima am 11. November in Osaka, Japan, das Nichi-Doku Shashinki Shōten (日独写真機商店, „japanisch-deutsches Kamerageschäft“) gründete. Im Juli 1931 wurde das Unternehmen in Molta KG („Mechanismus, Optik und Linsen von Tashima“) umbenannt und der Markenname Minolta („Mechanismus, Instrumente, Optik und Linsen von Tashima“) registriert. Im August 2003 fusionierten Konica und Minolta zum neuen Unternehmen „Konica Minolta“.
- KPM – Königliche Porzellan-Manufaktur Berlin.
- KPMG – Klynveld, Peat, Marwick, Goerdeler
- KUKA – Keller und Knappich Augsburg. Gegründet 1898 in Augsburg, ist der Unternehmensname zusammengesetzt aus den Namen der Unternehmensgründer und des Gründungsortes. Heute ist KUKA ein Hersteller von Industrierobotern.
- KUNO – Kriminalitätsbekämpfung im unbaren Zahlungsverkehr durch Nutzung nichtpolizeilicher Organisationen
- KTM – Kronreif Trunkenpolz (Unternehmensgründer) Mattighofen (Standort in Österreich)
- KW-Software – Initialen der Gründer Jürgen Klöpper und Reinhard Wiege, Technologie-Anbieter für die industrielle Steuerungs-, Sicherheits- und Netzwerktechnik
- Kyocera – Von Kyoto Ceramics (= Kyōto Keramik)

## L
- Lamborghini – nach dem Unternehmensgründer Ferruccio Lamborghini.
- Lancia – nach dem Unternehmensgründer Vincenzo Lancia.
- Lego – Kombination aus dem dänischen „leg godt“, das „spiel gut“ bedeutet. Lego heißt auf Lateinisch auch „ich setze zusammen“, allerdings behauptet der Konzern, dies sei nur ein Zufall und die Etymologie des Wortes sei ganz und gar dänisch. Jahre bevor der kleine Plastikbauklotz erfunden wurde, stellte LEGO Holzspielzeuge her.
- Leica – Leitz Camera.
- LG – Lucky Goldstar. Das „Lucky“ geht zurück auf die 1947 gegründete Lak-Hui Chemical Industrial Corporation, „GoldStar“ kam 1958 als Marke für Radios dazu. Heute der zweitgrößte koreanische Mischkonzern. Seit dem Jahr 2002 wird die Firma des Unternehmens auch von „Life’s Good“ abgeleitet.
- LoJack – „LoJack“ (Hersteller von Auffindungssystemen für gestohlene Fahrzeuge, Baumaschinen und Computer) ist ein Wortspiel auf die Worte „looted“ (US-englisch für „geklaut“) und „Hijack“ (englisch für „entführen“).
- Lominger Limited – Kombination der Nachnamen der Unternehmensgründer: Lombardo und Eichinger.
- Lonsdale – Boxausrüstungshersteller, benannt nach dem „Lonsdale-Gürtel“, einer Boxtrophäe, der vom englischen Lord Lonsdale gestiftet wurde.
- Lotus Software – Mitch Kapor hatte den Namen vom „Lotussitz“ (auch „Padmasana“). Kapor war früher Lehrer der von Maharishi Mahesh Yogi gelehrten Transzendentalen Meditation.
- LOWA Sportschuhe – Vom Unternehmensgründer Lorenz Wagner abgeleitet. Der Bruder Hans Wagner gründete Hanwag.
- LVMH – Louis Vuitton Moët Hennessy
- LTU – Lufttransport-Unternehmen GmbH & Co. KG
- LuK – Lamellen- und Kupplungsbau
- Lycos – Von Lycosidae, der Familie der Wolfsspinnen.

## M
- Maggi – nach dem Unternehmensgründer Julius Maggi.
- Maserati – nach dem Unternehmensgründer Alfieri Maserati.
- Mattel – Kombination aus den Namen der Unternehmensgründer Harold „Matt“ Matson und Elliot Handler
- Macronimous – Indischer Web-Designer. Kombination aus Magnonimous  und der Vorsilbe Macro für Groß.
- Magirus-Deutz – nach dem Gründer der Feuerwehrgerätefabrik Magirus Conrad Dietrich Magirus und dem Motorenhersteller Klöckner-Humboldt-Deutz, der Magirus 1935/36 übernommen hatte
- MAN – Maschinenfabrik Augsburg-Nürnberg
- Mandriva – Entstanden durch die Fusion der Linux-Distributoren Mandrakesoft und Conectiva.
- MBNA – ursprünglich eine Tochter der Maryland National Corporation, steht die Abkürzung für Maryland Bank National Association; auch Mercedes-Benz of North America.
- McDonald’s – Nach den Gründern des ersten McDonald’s-Restaurants 1940, Dick McDonald und Mac McDonald
- Mercedes-Benz – Der Markenname der Daimler AG wird zusammengesetzt aus dem Vornamen der Tochter Emil Jellineks, eines Großkunden der damaligen Daimler-Motoren-Gesellschaft (um 1900) und dem Nachnamen Carl Benz’, des Gründers der Benz & Cie.
- MGM – Metro-Goldwyn-Mayer Studios, entstanden durch die Fusion von Metro Picture Corporation, Goldwyn Picture Corporation und Louis B. Mayer Pictures. Goldwyn setzt sich zusammen aus Namensteilen von Samuel Goldfish und Edgar und Archibald Selwyn.
- MIBRAG – Mitteldeutsche Braunkohlen Aktiengesellschaft
- Microsoft – Microcomputer Software, der ursprüngliche Name war Micro-Soft; später wurde der Bindestrich entfernt
- Mimeo.com – Ursprünglicher Name EasyCopy, später nach dem Mimeograf (Kopierverfahren mit Wachsmatrizen) umbenannt
- Minol – Der Name besteht aus den beiden Anfangssilben von Mineralöl und Oleum (lat. Öl).
- Mississippi Management – nach dem Unternehmensgründer Andre Dieckschulte. Namenskombination aus dem größten und schnellsten Fluss der Welt, dem Mississippi River. Eingetragene Schutzmarke.
- Mitel – Mike and Terrys Lawnmowers (= Rasenmäher), nach den Unternehmensgründern Michael Cowpland und Terry Matthews.
- MITRE – Massachusetts Institute of Technology Research Establishment
- Mitropa – Mitteleuropäische Schlaf- und Speisewagen Aktiengesellschaft.
- Mitsubishi – Der Name bedeutet „drei Wasserkastanien“, wobei im Japanischen das japanische Wort für Wasserkastanie benutzt wurde, um die Form eines Diamanten zu beschreiben. Die „drei Wasserkastanien“ stammen vom Familienwappen des Firmengründers Yataro Iwasaki und bilden auch das Unternehmenslogo. In der deutschsprachigen Werbung wird der Name als „drei Diamanten“ übersetzt.
- Motorola – Der Gründer von „Galvin Manufacturing Company“, Paul Galvin, verwendete diese Bezeichnung, als sein Unternehmen mit der Produktion von Radios für Autos begann. Die Endung „ola“ wurde damals für viele Produkte im Audio-Bereich verwendet (z. B. „Victrola“ des Unternehmens Victor Talking Machine Company). Der Name sollte eine Verbindung zwischen „Bewegung“ und „Sound“ herstellen. Der Name wurde so populär, dass er später als Firma übernommen wurde.
- Mozilla Foundation – Nach dem Webbrowser Mozilla, der den Mosaic-Browser ablösen sollte. Mozilla ist eine Kreation von Jamie W. Zawinski aus dem Wort „Mosaic-Killer“ in Anlehnung an Godzilla.
- MPO – Moulages Plastiques de l’Ouest, heute MPO-Gruppe, französischstämmiges Unternehmen zur Herstellung von Tonträgern
- MTU – Motoren und Turbinen Union, beziehungsweise MTU Aero Engines
- MOL – Magyar und Olaj és Gázipari Részvénytársaság, der führende Mineralölkonzern Ungarns
- MZ – Motorradwerk Zschopau

## N
- Nabisco – früher „National Biscuit Company“, 1971 in Nabisco umbenannt
- namco – Nakamura Amusement Machine Manufacturing Company
- Namestorm – Kombination aus Names und Brainstorming
- NCR Corporation – National Cash Register. Während die Gesellschaft im Besitz von AT&T war, wurde die Abkürzung (vermutlich nur inoffiziell) auch als „Network Computing Resource“ gedeutet
- ND SatCom – aus Nortel Dasa SatCom (SatCom bedeutet Satellitenkommunikation)
- NEC – Nippon Electric Company, Limited. Gegründet 1899 als erstes japanisches Joint Venture mit einem amerikanischen Unternehmen, der Western Electric. Gehört heute zur Sumitomo-Gruppe
- Nestlé – benannt nach dem Unternehmensgründer Heinrich Nestle (später: Henri Nestlé). Wegen der Namensform (Nestle = schwäbisch für Nestlein, kleines Nest) enthält das Unternehmenslogo ein Nest mit einem Muttervogel und zwei Küken.
- Nike – Benannt nach der Griechischen Siegesgöttin
- Nikon – Kurzform des ursprünglichen Namens Nippon Kogaku, was „Japanische Optik“ bedeutet
- Nintendo – besteht aus den drei japanischen Kanji-Zeichen 任天堂 (nin-ten-dō). Die beiden ersten bedeuten „Der Himmel segnet ehrliche Arbeit“ bzw. „In der Hand des Himmels/Schicksals“; „dō“ schließlich bedeutet direkt übersetzt „Tempel“ oder „Halle“ und ist eine allgemeine Nachsilbe für ein Geschäft
- Nirosta – Nicht rostender Stahl (registriertes Warenzeichen von ThyssenKrupp)
- Nissan – Kurzform des ursprünglichen Namens Nippon Sangyo, was „Japanische Industrie“ bedeutet
- NITAG – Naphthaindustrie und Tankanlagen AG
- NKD – Niedrig Kalkuliert = Discount
- Nokia – Ursprünglich eine Papierfabrik, später wurden in der finnischen Stadt Nokia Gummiprodukte hergestellt. Schließlich wurde der Ortsname als Firma übernommen.
- Nortel – Bis 1976 unter dem Namen Northern Electric, danach als Northern Telecom and Bay Networks.
- Novartis – lateinische novae artes = neues Handwerk
- Novell – Durch eine Verwechslung der Gattin des Unternehmensgründers George Canova, die dachte, dass „novell“ der französische Ausdruck für „Neu“ ist (richtig wäre „Nouvelle“ für „neu, Neuigkeit“)
- Nvidia – von lat. Invidia für „Neid“, man beachte die Aussprache in Werbespots etc.: „Invidia“

## O
- O&K – Orenstein & Koppel
- o.b. – ohne Binde
- Obi – geht auf die französische Aussprache des Wortes Hobby zurück
- Océ – Ohne Componente, nach einem 1930 auf den Markt gebrachten Kopierverfahren. Das „é“ wurde aus Marketinggründen hinzugefügt.
- odol (auch Odol) – entweder aus dem Griechischen odous („Zahn“) und Lateinisch oleum („Öl“) oder One Drop Only Lotion
- Oldsmobile – Zusammenzug des Nachnamens des Unternehmensgründers Ransom Eli Olds und Automobile (englische Schreibweise)
- OMV (ursprünglich ÖMV) – Österreichische Mineralölverwaltungs AG
- Onko – bedeutet Kaffee „ohne Koffein“
- Oracle – Ursprünglich ein CIA-Projekt, das den Einsatz der neuen entwickelten Datenbanksprache SQL erleichtern sollte. Dieses wurde unter dem Codenamen Oracle geführt (in der Hoffnung, damit „auf alles eine Antwort zu bekommen“). Später wurde es vom Projektteam Larry Ellison, Ed Oates und Bob Miner in deren eigenem Unternehmen „Relational Technology Inc.“ übernommen und in weiterer Folge auch als Firma verwendet.
- ORF – Österreichischer Rundfunk
- Osram – benannt nach den chemischen Elementen Osmium und Wolfram, Material für Glühlampenfäden
- ÖBB – Österreichische Bundesbahnen
- Optrel – ist eine Verkürzung des Begriffs Optoelektronik und verweist auf die Verbindung von Optik und Elektronik

## P
- Pamida – US-Einzelhändler, gegründet von Jim Witherspoon und Lee Wegener, der seinen Namen von Witherspoons drei Söhnen bekam: Patrick, Michael und David
- PCM-Sierra – PCM steht für Pacific Microelectronics Center, die Forschungsabteilung von BC Tel. Sierra steht für das Unternehmen Sierra Semiconductor, das möglicherweise aufgrund der Nähe der Sierra Nevada so benannt wurde.
- PDO: Philips & DuPont Optical, ehemaliger Hersteller von Audio-CDs
- Pennzoil – Aus dem Zusammenschluss von South Penn Oil (frühere Standard-Oil-Tochter) und Zapata Oil
- Pepsi – Der Name Pepsi stammt von dem Verdauungsenzym Pepsin
- Persil – Dieser Waschmittelname ist gebildet aus „Perborat“ und „Silikat“
- Petrobras – Kurzform für Petróleo Brasileiro S.A., das staatliche Ölunternehmen Brasiliens
- Petronas – Kurzform für Petroliam Nasional Berhad, malaysischer Mineralölkonzern
- Philips – Nach den Unternehmensgründern Gerard und Anton Philips, die 1891 das Unternehmen gründeten.
- Pixar – Spanische Verbform zu Pixel, bedeutet so viel wie Pixel machen. Ursprünglich stand der Name pixer zur Diskussion, aber Unternehmensgründer Steve Jobs favorisierte die spanische Form
- Plus – Prima leben und sparen
- PMA – Print Media Austria AG
- PMDC – PolyGram Manufacturing & Distribution Centres GmbH, ehemaliger Hersteller von Audio-CDs
- Pontiac – Namensgeber war der Ottawa-Häuptling Pontiac.
- Porsche – Sportwagenhersteller, benannt nach Ferry Porsche, Sohn des Gründers Ferdinand Porsche (österreichischer Autokonstrukteur). Der Familienname könnte vom Tschechischen Namen „Boreš“ (boresh) stammen.
- Psion – Vom Unternehmensgründer David Potter als Abkürzung für „Potter Scientific Instruments Or Nothing“
- Puma AG – Rudolf Dassler, Gründer des Sportartikelunternehmens, führte zunächst zusammen mit seinem Bruder Adolf („Adi“) Dassler ein gemeinsames Unternehmen. Aufgrund von Meinungsverschiedenheiten trennte man sich 1948. Während sein Bruder mit Adidas seinen eigenen geschäftlichen Weg ging, sah Rudolf Dassler als Firma zunächst „Ruda“ (aus „Rudolf Dassler“) vor. Wegen des ähnlichen, aber besseren Klangs und der Assoziation mit der Dynamik des amerikanischen Silberlöwen fiel die Entscheidung dann aber auf „Puma“.
- PwC – PricewaterhouseCoopers

## Q
- Q8 – Kuwait–Petroleum vertreibt Mineralöle unter dieser Marke, die englische Aussprache („Q eight“) ähnelt dem Landesnamen.
- Qantas – Queensland And Northern  Territory Aerial Services
- Quark – (Hersteller von QuarkXPress) Benannt nach dem Elementarteilchen von Atomen
- QVC – Quality, Value and Convenience (dt. Qualität, Wert und Bequemlichkeit)

## R
- RAND – (US-amerikanischer „Think Tank“) Research ANd Development
- Raytheon – (Amerikanischer Rüstungs- und Elektronikkonzern) „Ray“ engl. für „Strahl“ und „theon“ griech. für „Von den Göttern“. Hersteller von Projektilen wie Patriot, Maverick, Sidewinder, Tomahawk und andere militärische Technologie.
- RBS – Royal Bank of Scotland
- RCA – (Früher Hersteller von Kommunikationselektronik, jetzt Handelsmarke für Unterhaltungselektronik) Von Radio Corporation of America (etwa „amerikanische Radiogesellschaft“)
- REWE – Revisionsverband der Westkaufgenossenschaften
- Red Hat – Der Unternehmensgründer Marc Ewing bekam ein Cap in den Farben der Lacrosse-Mannschaft der Cornell-Universität (mit roten und weißen Streifen) von seinem Großvater geschenkt, als er dort das College besuchte. Da sich viele Leute mit Computerproblemen an ihn wandten, wurde er bald als „der Typ mit dem roten Hut“ bezeichnet. Als er das Cap verlor, hat er es verzweifelt gesucht – sogar im Handbuch der Beta-Version von Red Hat Linux fand sich eine Suchmeldung.
- Reebok – eine abgewandelte Schreibweise von Rhebok, einer afrikanischen Antilope (deutsch Rehantilope)
- Reo – Der ehemalige LKW- und PW-Hersteller ist nach den Initialen des Unternehmensgründers Ransom Eli Olds benannt, dem es nach dem Ausscheiden aus dem von ihm gegründeten Unternehmen Oldsmobile untersagt war, unter eigenem Namen Fahrzeuge zu bauen.
- Repsol – (Unternehmen der Petrochemie) Der Name kommt von Refineria de Petroleo de eScombreras Oil (Escombreras ist eine Ölraffinerie in Cartagena, Spanien) und wurde aufgrund seines Wohlklangs gewählt, als das damals staatliche Ölunternehmen 1986 in eine Aktiengesellschaft umgewandelt wurde. Vorher war Repsol eine Schmieröl-Handelsmarke.
- Ricola – Richterich & Co. Laufen
- Rolls-Royce – 1884 gründete Frederick Henry Royce ein Unternehmen für Elektro- und Technikprodukte. Im Jahr 1904 baute er sein erstes Auto, ein Royce. Am 4. Mai desselben Jahres wurde er Charles Stewart Rolls vorgestellt; die beiden beschlossen eine Partnerschaft – Royce sollte die Autos bauen, der Verkauf würde exklusiv durch Rolls erfolgen. Eine Vertragsklausel legte fest, dass die Autos Rolls-Royce heißen sollten.
- RSA Security – Benannt nach den Anfangsbuchstaben der Nachnamen der Erfinder des RSA-Kryptosystems (und Unternehmensgründer), nämlich Ronald Rivest, Adi Shamir und Leonard Adleman.
- RSCG – Nach den Anfangsbuchstaben der Unternehmensgründer Roux, Séguéla, Cayzac, Goudard benanntes internationales (Werbe-)Agentur-Netzwerk.
- RTL – Radiotélévision de Luxembourg
- RUEFA Reisen – dieses heute zum Österreichischen Verkehrsbüro gehörende Unternehmen hieß ursprünglich Reisen Und Erholung Für Alle
- RWE – gegründet als Rheinisch-Westfälisches Elektrizitätswerk

## S
- Saab – 1937 als Svenska Aeroplan AktieBolaget (Schwedische Flugzeug-AG) gegründet
- SAECO – Sergio Arthur e compagnia – 1981 von Sergio Zappella und Arthur Schmed gegründetes italienisches Haushaltsgeräteunternehmen (vor allem Kaffeevollautomaten)
- SAME – Societa Anonima Motori Endotermici
- Samsonite – Samsonite ist benannt nach dem biblischen Samson, der bekannt für seine Stärke war.
- Samsung – ist Koreanisch für „Drei Sterne“
- Sanyo – ist Japanisch („三洋“) für „Drei Ozeane“
- SAP – Systeme, Anwendungen und Produkte in der Datenverarbeitung; Ursprünglich für: Systemanalyse und Programmentwicklung.
- Saudi Aramco – (Erdölfördergesellschaft) Ursprünglich war der Name ARAMCO (Arabian American Oil Company, etwa „Arabisch-Amerikanische Ölgesellschaft“). Als die Saudi-Arabische Regierung das Unternehmen 1988 übernahm, war der Name „Aramco“ bereits auf der ganzen Welt und besonders in Saudi-Arabien bekannt. Der Name wurde daraufhin in „Saudi Aramco“ geändert, ohne dass man sich der ursprünglichen Bedeutung der Abkürzung ARAMCO bewusst war, welche im Gegensatz zu vorher nichts mehr mit dem aktuellen offiziellen Namen gemein hat: „Saudi Arabian Oil Company“ (etwa „Saudi-Arabische Ölgesellschaft“)
- SCO – Santa Cruz Operation
- Seat, ursprünglich SEAT: Sociedad Española de Automóviles de Turismo (Spanisch für „Spanische PKW-Gesellschaft“)
- Sega – Service Games of Japan. Englisch etwa „Spiele für den Militärdienst in Japan“, da der amerikanische Unternehmensgründer Marty Bromley ursprünglich Flipperautomaten für die Kasernen der in Japan stationierten amerikanischen Soldaten herstellte.
- Seiko – (Uhrenhersteller) Der offiziellen Unternehmensgeschichte „A Journey in Time: The Remarkable Story of Seiko“ (2003) nach ist Seiko das japanische Wort für „exquisit“, „exakt“ (japanisch 精巧 seikō) oder „Erfolg“ (成功 seikō)
- SERO AG – verarbeitete SEkundärROhstoffe
- SEW-Eurodrive – Süddeutsche Elektromotorenwerke. Eines der weltweit führenden Unternehmen in der Antriebstechnik mit Sitz in Bruchsal.
- SGI – Von Silicon Graphics Inc.
- Sharp – Dieses japanische Elektronikunternehmen benannte sich nach ihrem ersten Produkt, einem Bleistift, der immer spitz ist.
- Shell – Das Muschel-Symbol (engl. shell) und der entsprechende Unternehmensname „Shell“ (ursprünglich „The Shell Transport and Trading Comp. Ltd.“) gehen auf den Unternehmensgründer Marcus Samuel zurück, dessen Vater durch Import und Handel asiatischer Kammmuscheln sein Geld verdiente.
- Siemens – Gegründet von Werner von Siemens und Johann Georg Halske im Jahr 1847; ursprünglicher Name: Telegraphen-Bau-Anstalt von Siemens & Halske.
- Simca – Die Société Industrielle de Mécanique et Carosserie Automobile war ein französischer Automobilhersteller.
- Sinalco – Vom lateinischen Ausdruck sine (= „ohne“) alcohole („Alkohol“). Ursprünglich „Bilz’ Brause“; umbenannt nach einem Wettbewerb um den neuen Namen.
- Six Apart – Die Unternehmensmitbegründer Ben und Mena Trott wurden im Abstand von sechs Tagen geboren (September 1977).
- STO AG – Von dem Namen des Gründers Stotmeister
- SKF – Von Svenska Kullagerfabriken AB („Schwedische Kugellager-Fabrik“), einem schwedischen Hersteller mit Gründung 1907.
- SMA – SMA Technologie AG; der ursprüngliche Name des Unternehmens war System-, Mess- und Anlagentechnik
- SMA und Partner – Von den Namen der Gründer Werner Stohler, Martin Meister und Hans Rudolf Akermann
- smart – Swatch + Mercedes + Art
- Smilebit – (Konsolenspielentwickler) Früheres Sega-Entwicklungsstudio. Der Name stammt von der Hoffnung, die Spieler zum Lächeln zu bringen („smile“) und der kleinsten Informationseinheit des Computers („bit“)
- Smeg – (Hersteller von Küchengeräten) Die Abkürzung stammt vom Namen der ursprünglichen Emailfabrik Metallurgiche Emiliane Guastalla im Dorf Guastalla, Reggio nell’Emilia.
- SNK – (Videospiel-Unternehmen) Shin Nihon Kikaku, Japanisch für „Neues Japan Projekt“ oder „Plan für ein Neues Japan“
- Sony – Aus dem lateinischen Wort sonus = Klang und dem englischen Wort sunny = sonnig; der erste Vorschlag, Sonny, klingt ähnlich einem japanischen Begriff für „schlechtes Geschäft“, darum wandelte der Unternehmensgründer Akio Morita dies zu Sony ab – auch, weil sich dieses Wort in vielen Sprachen gut ausspricht. Ursprünglich hieß das Unternehmen Tōkyō Tsūshin Kōgyō Kabushiki Kaisha.
- Spar – nl. De SPAR – Door eendrachtig Samenwerken Profiteren Allen Regelmatig (dt.: Durch einträchtiges Zusammenwirken profitieren alle regelmäßig/gleichermaßen). Handelskette, freiwilliger Zusammenschluss von Einzelhändlern. Das niederländische Wort „de spar“ steht auch für „die Tanne“, die sich im Unternehmenslogo widerspiegelt.
- Sperry – Amerikanisches Unternehmen, gegründet von Elmer Ambrose Sperry (1860–1930), ursprünglicher Name „Sperry Gyroscope Company“. Sperry übernahm Univac und wurde später selbst von Burroughs übernommen; das fusionierte Unternehmen wurde „Unisys“ genannt (United Information Systems, etwa „Vereinte Informationssysteme“).
- SP OAO Spartak – (belarussischer Süßwarenhersteller) SP OAO ist die transliterierte russische Abkürzung СП ОАО (Gemeinsamer Betrieb Offene Aktiengesellschaft). Ursprünglich „Proswet“ („Lichtblick“), 1931 wurde das Unternehmen umbenannt und erhielt den jetzigen Namen, nach dem Namen des berühmten römischen Gladiators und Anführer der aufständischen Sklaven im dritten Sklavenkrieg Spartacus.
- Sprint – Southern Pacific Railroad Internal Communications, da man früher Telekommunikationsleitungen entlang von Bahnstrecken oder Pipelines verlegte, weil die Grundstücke und die Genehmigungen bereits vorhanden waren.
- Starbucks – Zuerst wollte einer der Unternehmensgründer das Unternehmen Pequod nennen, nach dem Schiff im Roman Moby Dick von Herman Melville. Dies wurde abgelehnt und ein Begriff mit lokalem Bezug zu Seattle gesucht – gefunden wurde Starbo, der Name eines Bergbau-Camps am Mount Rainier. In Moby Dick gibt es eine Figur, deren Namen so ähnlich klingt, nämlich der erste Maat Starbuck – allerdings ist dieser nicht als Kaffeetrinker bekannt.[2]
- Stellent – Erstellt aus den Worten stellar („brillant“, „ausgezeichnet“) und excellent („großartig“).
- Subaru – Benannt nach dem japanischen Namen der Plejaden, auch als Siebengestirn bekannt. Das Unternehmen entstand aus einer Fusion von sechs Einzelunternehmen, analog zu den sechs Sternen, die man in Japan zu den Plejaden zählt. Die Anordnung der sechs Sterne findet sich im Unternehmenslogo wieder.
- SULO – Benannt nach den Firmengründern Fritz Streuber und Walter Lohmann
- SuSE – Gesellschaft für Software- und Systementwicklung AG
- Sun Microsystems – Die Gründer des Unternehmens entwarfen ihre ersten Computer an der Stanford University und wählten den Namen Stanford University Network nach einem ihrer Produkte zur Vernetzung der Bibliotheksrechner an der Uni.
- Suzuki – Benannt nach dem Unternehmensgründer Michio Suzuki.
- Swicofil – ein französisches Kunstwort für „Schweizer Garnunternehmen“

## T
- Taco Bell – benannt nach dem Unternehmensgründer Glen Bell
- Talanx – ursprünglich als HDI Beteiligung AG gegründet setzt sich das Kunstwort Talanx aus den Begriffen Talent (antike Währungseinheit) und Phalanx (flexible Schlachtaufstellung) zusammen
- TAM – Der Name der zweitgrößten brasilianischen Fluggesellschaft ist die Abkürzung von Transportes Aéreos Marília; die Gesellschaft wurde in der Stadt Marília (Bundesstaat São Paulo) von Rolim Amaro gegründet.
- Taxan – (Japanisches Elektronikunternehmen) Künstlicher Name, der gewählt wurde, weil einerseits „Takusan“ (jap. für „viel(e)“) als Name günstig schien, andererseits (und hauptsächlich), weil der Unternehmenschef (zu der Zeit in den USA) allen als „Tak-san“ (jap. etwa „Herr Tak“ bzw. höfliche Aussprache des Namens) bekannt war
- Thomas Cook AG – benannt nach dem ersten Reiseveranstalter Thomas Cook
- Tchibo – Tchiling-Bohne, nach Carl Tchiling-Hirrian
- Tefal – Kurzwort aus Teflon und Aluminium
- Teroson – Theodor Ross und Sohn
- Tesa – Benannt nach dem Spitznamen der Sekretärin Elsa Tesmer, die bei Beiersdorf arbeitete.
- Tesco – Der Gründer Jack Cohen übernahm eine große Ladung Tee von T. E. Stockwell und erstelle neue Etiketten, bei denen er Teile seines Namens und des Lieferantennamens mischte: T. E. Stockwell + Jack Cohen
- Tesla, Inc. —   (bis 1. Februar 2017 Tesla Motors) ist ein börsennotierter US-amerikanischerAutohersteller mit Sitz in Austin, der neben Elektroautos auch Batteriespeicher, Batterie-Speicherkraftwerke und Photovoltaikanlagen produziert. Der Firmenname ist an den Physiker und Erfinder Nikola Tesla angelehnt.
- Testa – Das Unternehmen Tesch & Stabenow ist in der Nachkriegszeit als Lieferant des Schädlingsbekämpfungsmittels Zyklon B in Konzentrationslagern bekannt geworden. Ab 1947 ist die Abkürzung Testa für „Technische Entwesungsstation“ benutzt worden.
- Texaco – aus dem englischen: Texas company
- THX – Vom Namen des Erfinders dieser Audiotechnik und dem u. a. darin verwendeten Crossover Equalizer: Tomlinson Holman Crossover (englisch) für (Über)Kreuzung, also X. Diese Deutung könnte allerdings erst nach der Abkürzung entstanden sein (Backronym), da George Lucas die Technologie besitzt und er schon lange vor der Erfindung einen Film namens THX 1138 gedreht hatte
- Tim Hortons – Benannt nach dem Gründer, dem Eishockey-Spieler der Buffalo Sabres, Tim Horton
- Toblerone – Jean Tobler (Unternehmensgründer), torrone (italienisch für Nougat)
- Tomra – Der Name leitet sich von Tomske (norwegisch für „leer“) und Reture Automat (Rückgabeautomat) ab.
- Toshiba – Das Unternehmen entstand aus einer Fusion des Konsumgüter-Herstellers Tōkyō Denki und des Elektrotechnik-Unternehmens Shibaura Seisaku-sho und hieß Tōkyō Shibaura Denki, wurde aber nur unter der Abkürzung Toshiba bekannt.
- Toyota – Benannt nach dem Unternehmensgründer Sakichi Toyoda. Ursprünglich lautete die Firma Toyoda, wurde jedoch umbenannt, da der neue Name besser auszusprechen ist und dem Unternehmensgründer seinen Privatnamen zurückgibt. Der neue Name wird in Katakana-Schriftzeichen mit acht Strichen gezeichnet, dies ist in Asien eine Glückszahl.
- Trigema – Trikotwarenfabrik Gebrüder Mayer
- TVR – Der Name dieses Sportwagenherstellers kommt vom Vornamen des Unternehmensgründers Trevor Wilkinson.

## U
- Umbro – (britischer Sportbekleidungshersteller) Wurde 1924 von den Humphrey Brothers Harold C. und Wallace gegründet
- UA – United Artists.
- UBS – Ursprünglich die französische Version der Firmenabkürzung der Schweizerischen Bankgesellschaft (→ Union des Banques Suisse). Nach der Fusion mit dem Schweizerischen Bankverein sollte UBS zuerst United Banks of Switzerland heißen, dieser Name war jedoch bereits besetzt. Somit heißt UBS einfach nichts.
- Unisys – (US-amerikanischer Informatik-Dienstleister) Von United Information Systems (etwa Vereinte Informationssysteme), der neue Name für das Unternehmen, das aus der Fusion der zwei früheren Mainframe-Hersteller Burroughs und Sperry hervorging. Es vereinte zwei inkompatible Produktsortimente.
- unterm durchschnitt – tauchte erstmals Anfang 1980 als Plattenladen in der kommunistischen Hamburger Punkbewegung auf. Die Ladenfläche befand sich im Tiefparterre zur Straße „Durchschnitt“. Seit 1999 ein Musiklabel aus Köln.
- ÜSTRA – 1921 benannt als Ueberlandwerke und Straßenbahnen Hannover AG
- UFA – Universum Film Aktiengesellschaft
- Unocal – Die Union Oil Company of California wurde 1890 gegründet
- UPS – United Parcel Service
- Urospace – „yoUR Online SPACE“, IAAS-Anbieter im Rahmen des Bundesministerium für Wirtschaft und Technologie Technologieprogramm Trusted Cloud geförderten SkIDentity-Projekts.
- UUNET – Einer der ältesten und größten Internet Service Provider, benannt nach UNIX-to-UNIX Network
- Uvex – Die Kurzform des Qualitätsmerkmals „UltraViolet EXcluded“ von Sportbrillen.

## V
- VAG – Volkswagen und Audi-Gemeinschaft
- Varig – Der Name der größten brasilianischen Fluggesellschaft ist eine Abkürzung von Viação Aérea Rio Grandense, da sie im brasilianischen Bundesstaat Rio Grande do Sul gegründet wurde.
- VARTA – Vertrieb, Aufladung und Reparatur transportabler Akkumulatoren
- Vaude – Initialen des Nachnamens von Unternehmensgründer Albrecht von Dewitz
- VDO – Vereinigte Deuta OTA (Deuta: Deutsche Tachometerwerke; OTA: aus namensrechtlichen Bedenken geändertes OSA; OSA: Otto-Schulze-Autometerwerke; Otto Schulze: Tachometer-Entwickler)
- VEBA – Vereinigte Elektrizitäts- und Bergwerks AG
- Verizon – ein Kofferwort aus veritas (lateinisch Wahrheit) und horizon (englisch Horizont)
- VIAG – Vereinigte Industrie-Unternehmen AG
- Victorinox – Victoria (Mutter des Unternehmensgründers) und inoxydable (frz. für rostfrei)
- Vileda – von: wie Leder
- Virgin – Eine Freundin des Unternehmensgründers Richard Branson meinte, in Geschäftsdingen seien sie alle noch Jungfrauen.
- Vodafone – Voice, Data Fax Over Net
- VÖEST – Vereinigte Österreichische Eisen- und Stahlwerke
- Volvo – lateinisch für ich rolle
- VW – Volkswagen AG

## W
- Wachovia – (Finanzen/Bank) Von der lateinischen Version des Namens Wachau. Eine Gegend in North Carolina, USA wurde wegen der deutschsprachigen Siedler aus dieser Gegend so genannt, und viele Unternehmen um den Ort Charlotte tragen „Wachovia“ im Namen
- WAGO – Benannt nach den Erfindern der Federklemmtechnik WAGner und Olbrich
- Waitrose – Diese britische Supermarktkette wurde nach zwei der Gründer benannt: Wallace Waite, Arthur Rose, David Taylor
- Wal-Mart – Sam Walton → „Walton’s Mart“
- Wang Laboratories – Benannt nach dem Erfinder des Kernspeichers und Unternehmensgründer An Wang
- Wendy’s – Diese Fast-Food-Kette wurde nach dem Spitznamen von Melinda Thomas, der Tochter des Unternehmensgründers Dave Thomas, benannt.
- WHSmith – (Britische Buch- und Zeitschriftenkette) Von Henry Walton Smith und seiner Frau Anna 1792 in London gegründet. Sie nannten ihr kleines Zeitungsgeschäft nach ihrem Sohn William Henry Smith, der im gleichen Jahr geboren wurde.
- Wielton – Wortspiel aus den polnischen Worten für viele Tonnen (poln. wiele ton), in Anlehnung an die beworbene Belastbarkeit der unter dem Markennamen Wielton vertriebenen Sattelauflieger; darüber hinaus klangähnlich zum Firmensitz in Wieluń und dem im Logo eingesetzten Kamel (poln. wielbłąd).
- Williams-Sonoma – Gegründet von Chuck Williams in Sonoma (Kalifornien)
- WIDIA – Wie Diamant – Handelsname eines besonders gehärteten Metalls für Werkzeuge. Patent Fr. Krupp AG, Essen.
- Wipro – Western India Products Limited (das heutige IT-Unternehmen stellte früher Haushaltswaren her)
- WLZ – Württembergische Landwirtschaftliche Zentralgenossenschaft Raiffeisen eGmbH, jetzt verschmolzen mit BayWa
- WMF – Württembergische Metallwarenfabrik.
- WoltLab – Woltersdorf Laboratory
- WPP Group – Wire and Plastics Products plc., ursprünglich ein Hersteller von Einkaufskörben, heute größte Werbe-Holding der Welt. Die Firma des Unternehmens war im Eigentum des ursprünglich von Saatchi & Saatchi kommenden Gründers Martin Sorrell.
- Würth – Vom Namen des Unternehmensgründers Adolf Würth

## X
- Xerox – Der Erfinder des Fotokopiergeräts, Chester Carlson, verwendete die griechische Silbe xer = trocken, um den Unterschied zur vorher bekannten nassen Hektografie zu betonen.

## Y
- Yahoo! – Das Wort stammt aus dem Buch Gullivers Reisen von Jonathan Swift und beschreibt ein nur dem Aussehen nach menschenähnliches Wesen mit tierischem Verhalten. Die Unternehmensgründer David Filo und Jerry Yang bezeichneten sich scherzhaft als Yahoos. Später wurde das Wort als Backronym umgedeutet zu „Yet Another Hierarchical Officious Oracle“.
- Yoplait – Im Jahr 1965 fusionierten die Unternehmen Yola und Coplait. Das Logo des gemeinsamen Unternehmens ist eine sechsblättrige Blüte, die die sechs Hauptgenossenschaften symbolisiert, die das Unternehmen bildeten.

## Z
- ZDF – Zweites Deutsches Fernsehen
- ZDIS – Der Unternehmensname Ziegler Domain und Internet Service, stammt aus der Gründerzeit. Heute werden Ersatzakkus hergestellt.
- ZEAG – Zementwerk Aktiengesellschaft
- Zend Technologies – aus den Namen der beiden Gründer Zeev Suraski und Andi Gutmans
- Zewa – Zellstoff Waldhof, Mannheimer Papierhersteller. Waldhof ist ein Mannheimer Stadtteil, der unter anderem auch durch den gleichnamigen Fußballverein (SV Waldhof Mannheim) bekannt ist.
- Zuse KG – Gegründet vom deutschen Computerpionier Konrad Zuse, der Ende der 1930er Jahre seinen ersten Computer im Wohnzimmer seiner Eltern gebaut hatte. Später wurde dieses Unternehmen von Siemens übernommen.